# Кецарис, Александр Карлович
Александр Карлович Кецарис — советский хозяйственный и государственный деятель, лауреат Государственной премии СССР за выдающиеся достижения в труде.

## Биография
Родился в 1934 году. Член КПСС.
В 1964—1994 годах — докер, бригадир докеров Калининградского ордена Трудового Красного Знамени морского рыбного порта.
За совершенствование трудовых процессов, расширения зон обслуживания, совмещения профессий, внедрения передовых методов труда был в составе коллектива удостоен Государственной премии СССР за выдающиеся достижения в труде 1976 года.
Делегат XXVI съезда КПСС.
Жил в Калининграде.

## Награды
- Орден Трудового Красного Знамени (1981)
- Орден Знак Почёта (1974)